# Svenska Postkodlotteriet
Svenska Postkodlotteriet är ett lotteri som funnits i Sverige sedan 2005, efter ett koncept som skapades av Novamedia i Nederländerna. Det är Svenska Postkodlotteriet AB som driver lotteriet, på uppdrag av Svenska Postkodföreningen. Postkodlotteriet står, liksom andra svenska riksomfattande lotterier, under tillsyn av Spelinspektionen. 
Postkodlotterikonceptet ägs av Novamedia B.V., och motsvarande lotterier finns i Nederländerna, Storbritannien, Tyskland och Norge. I Nederländerna går lotteriet under namnet Nationale Postcode Loterij, i Storbritannien People's Postcode Lottery, i Tyskland Deutsche Postcode Lotterie och i Norge Norsk Postkodelotteri. Tillsammans är lotterierna i Postcode Lottery Group en av världens största privata givare som har bidragit med över 13,5 miljarder euro till den ideella sektorn. Detta tack vare alla som är med i lotterierna och därigenom bidrar med viktigt stöd till tusentals organisationer och projekt världen över.
Postkodlotteriets överskott fördelas mellan 61 ideella organisationer, vilka är medlemmar i Svenska Postkodföreningen.
Postkodföreningens lotteriöverskott för år 2023 uppgick till 1 022 Mkr (1 018). Överskottet fördelades till 61 förmånstagare i mars 2024. Sedan starten i Sverige 2005 har cirka 15,5 Mdkr delats ut. 

## Svenska Postkodföreningen
Huvudartikel: Svenska Postkodföreningen
Svenska Postkodföreningen har lotteritillstånd för Svenska Postkodlotteriet från Spelinspektionen. Föreningen har 61 ideella organisationer, som medlemmar och förmånstagare. Bland dessa finns bland andra Svenska Postkodlotteriets Stiftelse, Rädda Barnens riksförbund, Barncancerfonden, Civil Rights Defenders, Greenpeace och Världsnaturfonden.
Svenska Postkodföreningens styrelse har sex medlemmar och lotteriföreståndaren  är adjungerad till styrelsen. Styrelsen beslutar om bland annat inval av nya förmånstagare och fördelning av överskottet från lotteriverksamheten. 
Fördelningen av lotteriöverskottet sker utifrån den modell som Postkodföreningens styrelse har beslutat om och Spelinspektionen tidigare har godkänt: Merparten av överskottet, cirka 65 procent, ska utgöras av ett icke öronmärkt basstöd. Därutöver fördelas cirka 20 procent av överskottet till Postkodlotteriets Stiftelse och dess projekt, och cirka 15 procent fördelas till specialprojektfonder, från vilka samtliga förmånstagare kan ansöka om stöd. Specialprojekten syftar till att stödja utveckling, innovation och nytänkande hos befintliga förmånstagare. Beräknandet av basstöd görs utifrån varje förmånstagares privata insamling och totala intäkter. De insamlade medlen och totala verksamhetsintäkterna fastställs enligt Giva Sveriges styrande riktlinjer för årsredovisning enligt K3, vilket är huvudregelverk för större organisationer. Postkodlotteriets basstöd exkluderas i beräkningarna. Utbetalning av basstöd sker under första kvartalet efter ett avslutat lotteriår, i samband med att fördelningen av årets lotteriöverskott offentliggörs.
Svenska Postkodlotteriets Stiftelse är en av förmånstagarna. Som förmånstagare till Postkodlotteriet har Svenska Postkodlotteriets Stiftelse ett vidare uppdrag som skiljer sig mot de övriga förmånstagarna, då de inte är slutmottagare av överskottet. Stiftelsen har i uppdrag att förmedla stödet vidare till olika typer av projekt inom följande områden; människors levnadsvillkor, natur och miljö samt kultur och idrott. Dessa projekt drivs av en mängd organisationer som inte är förmånstagare till lotteriet. Genom bredden bidrar stiftelsen till att realisera visionen om ett starkt civilsamhälle.

## Tv-program
Sedan 2005 har TV4 sänt frågeprogrammet Postkodmiljonären. I januari 2016 startade Postkodlotteriet i TV4 också programmet En ska bort (utgått), i juli 2016 programmet Huset fullt med pengar (utgått). Programmet Drömpyramiden sändes första gången 2017.

## Utdelat överskott
Sedan starten 2005 har lotteriet genererat totalt 15,5 miljarder kronor till den ideella sektorn.